# Santa Croce i Purgatorio al Mercato
Santa Croce e Purgatorio al Mercato je crkva u središtu trga Piazza Mercato u Napulju, Italija.
Na ovom mjestu postoji vjerski objekt od 13. stoljeća kada je Konradinu Švapskom odrubljena glava po naredbi Karla I. Anžuvinskog, 29. listopada 1268. godine. Na porfirnom stupu na tom mjestu pisalo je: Asturis ungue, leo pullum rapiens aquilinum; hic deplumavit acephalumque dedit što slobodno prevodi: Na vrhu Asture, lav je zgrabio orla, ovdje bez perja, dao mu je glavu . Ovdje se spominje hvatanje Konradina (orao) od strane Anžuvinca (Lava) kod Torre Astura, i kasnije odrubljivanje glave ovdje bez časti.
Godine 1786. rekonstruirao ju je Francesco Sicuro, a ponovno 1781. nakon požara koji je uništio trg i crkvu. Crkva je stradala u potresu 1980. godine i od tada je zatvorena. Izvorno su u crkvi bile slike Luce Giordana, ali su one prenesene u Museo Civico di Castel Nuovo.

## Vanjske poveznice
|  | Zajednički poslužitelj ima još gradiva o temi Santa Croce i Purgatorio al Mercato |